# Vairé
Ne doit pas être confondu avec Vaire.
Vairé est une commune du Centre-Ouest de la France, située dans le département de la Vendée en région Pays de la Loire.

## Géographie
Le territoire municipal de Vairé s'étend sur 2 829 hectares. L’altitude moyenne de la commune est de 3 mètres, avec des niveaux fluctuant entre 0 et 71 mètres,.
Vairé se trouve dans l'ouest de la Vendée, à quelques kilomètres de l'océan.
| Landevieille | Saint-Julien-des-Landes |                    |
| Brem-sur-Mer | Vairé                   | La Chapelle-Achard |
|              | L'Île-d'Olonne          | Saint-Mathurin     |

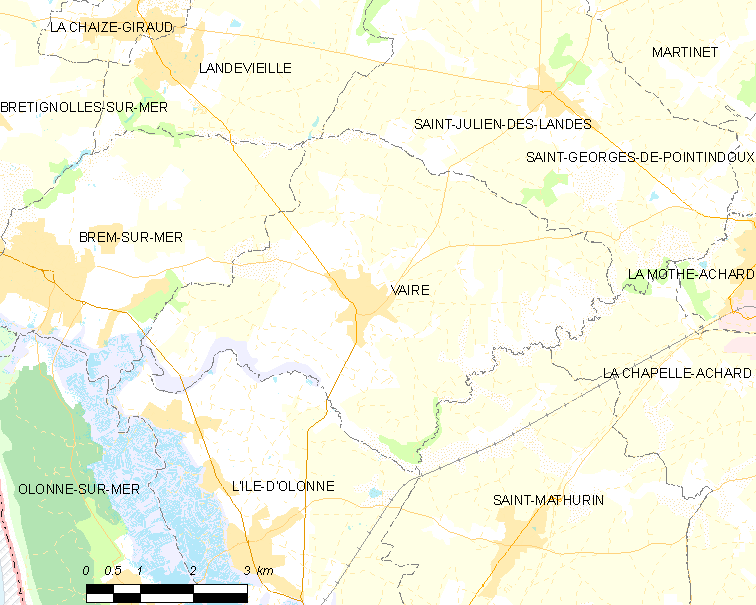
Carte de la commune.

Vairé est aussi située au confluent de l'Auzance et de la Ciboule.

### Climat
Pour des articles plus généraux, voir Climat des Pays de la Loire et Climat de la Vendée.
En 2010, le climat de la commune est de type climat océanique franc, selon une étude du CNRS s'appuyant sur une série de données couvrant la période 1971-2000. En 2020, Météo-France publie une typologie des climats de la France métropolitaine dans laquelle la commune est exposée à un climat océanique et est dans la région climatique  Bretagne orientale et méridionale, Pays nantais, Vendée, caractérisée par une faible pluviométrie en été et une bonne insolation. 
Pour la période 1971-2000, la température annuelle moyenne est de 12,6 °C, avec une amplitude thermique annuelle de 13,1 °C. Le cumul annuel moyen de précipitations est de 854 mm, avec 12,8 jours de précipitations en janvier et 6,7 jours en juillet. Pour la période 1991-2020, la température moyenne annuelle observée sur la station météorologique de Météo-France la plus proche, « La Mothe Achard », sur la commune des Achards à 8 km à vol d'oiseau, est de 12,8 °C et le cumul annuel moyen de précipitations est de 959,1 mm,. Pour l'avenir, les paramètres climatiques de la commune estimés pour 2050 selon différents scénarios d'émission de gaz à effet de serre sont consultables sur un site dédié publié par Météo-France en novembre 2022.

## Urbanisme

### Typologie
Au 1er janvier 2024, Vairé est catégorisée bourg rural, selon la nouvelle grille communale de densité à sept niveaux définie par l'Insee en 2022.
Elle est située hors unité urbaine. Par ailleurs la commune fait partie de l'aire d'attraction des Sables-d'Olonne, dont elle est une commune de la couronne,. Cette aire, qui regroupe 9 communes, est catégorisée dans les aires de 50 000 à moins de 200 000 habitants,.

### Occupation des sols
L'occupation des sols de la commune, telle qu'elle ressort de la base de données européenne d’occupation biophysique des sols Corine Land Cover (CLC), est marquée par l'importance des territoires agricoles (90,1 % en 2018), en diminution par rapport à 1990 (92,2 %). La répartition détaillée en 2018 est la suivante : 
terres arables (51,5 %), prairies (21,8 %), zones agricoles hétérogènes (16,8 %), zones urbanisées (4,4 %), zones humides côtières (2,6 %), mines, décharges et chantiers (1,6 %), forêts (1,3 %). L'évolution de l’occupation des sols de la commune et de ses infrastructures peut être observée sur les différentes représentations cartographiques du territoire : la carte de Cassini (XVIIIe siècle), la carte d'état-major (1820-1866) et les cartes ou photos aériennes de l'IGN pour la période actuelle (1950 à aujourd'hui).

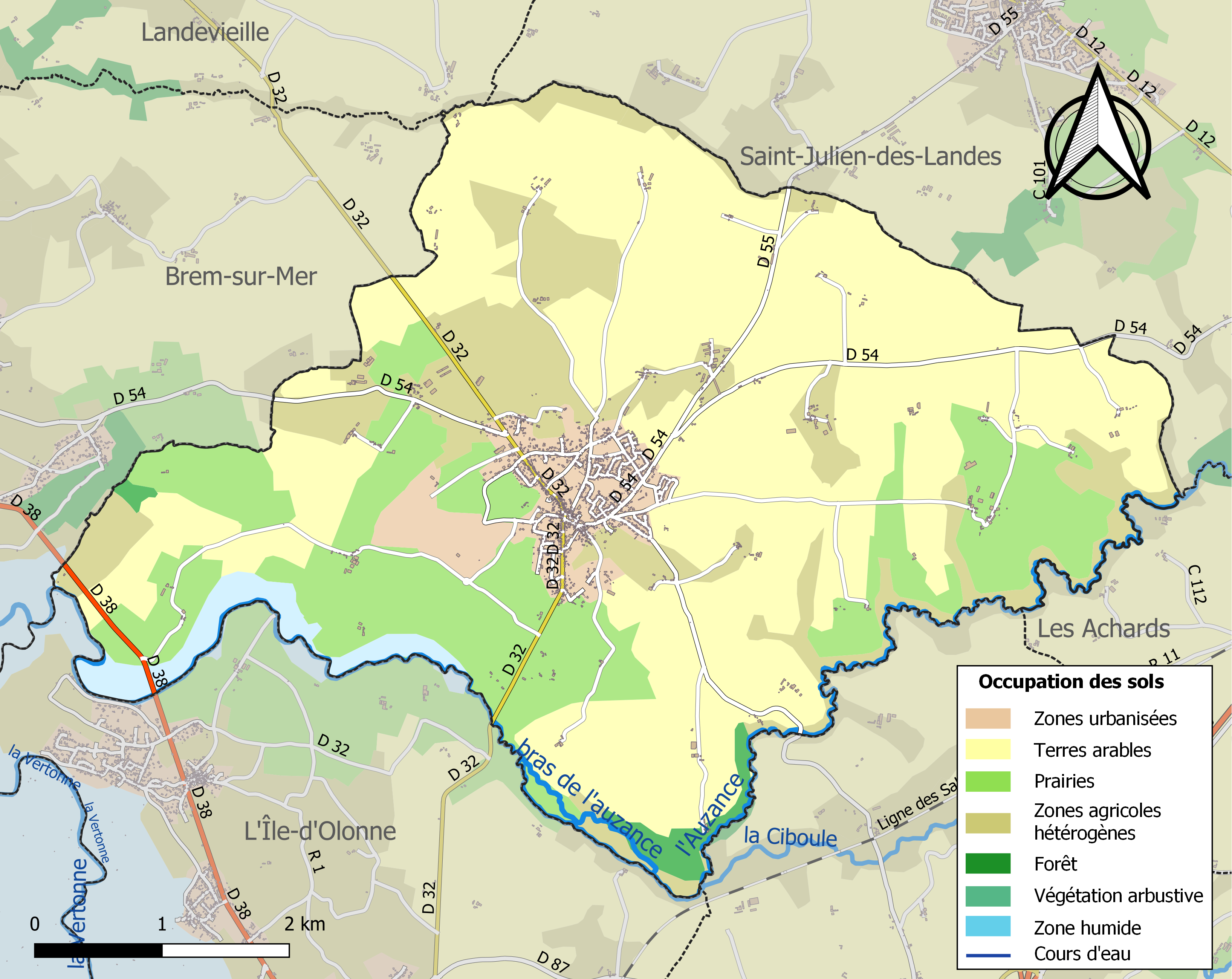
Carte des infrastructures et de l'occupation des sols de la commune en 2018 (CLC).

## Héraldique
| Blason | Blasonnement : De gueules à la châsse d'or, allumée d'argent, surmontée à senestre d'une coquille aussi d'argent brochant sur deux bourdons de pèlerin de sable passés en sautoir, au franc-canton cousu d'azur chargé d'une croisette de huit pointes aussi d'or. |

## Politique et administration

### Liste des maires
| Période                                  | Période   | Identité         | Étiquette     | Qualité         |
| ---------------------------------------- | --------- | ---------------- | ------------- | --------------- |
| juin 2001                                | mars 2020 | Alain Taupin,    | Divers gauche | cadre supérieur |
| mai 2020                                 | En cours  | Michel Chailloux |               | Retraité        |
| Les données manquantes sont à compléter. |           |                  |               |                 |

## Population et société

### Démographie

#### Évolution démographique
L'évolution du nombre d'habitants est connue à travers les recensements de la population effectués dans la commune depuis 1793. Pour les communes de moins de 10 000 habitants, une enquête de recensement portant sur toute la population est réalisée tous les cinq ans, les populations de référence des années intermédiaires étant quant à elles estimées par interpolation ou extrapolation. Pour la commune, le premier recensement exhaustif entrant dans le cadre du nouveau dispositif a été réalisé en 2006.

En 2022, la commune comptait 1 951 habitants, en évolution de +17,53 % par rapport à 2016 (Vendée : +5,33 %, France hors Mayotte : +2,11 %).
| 1793  | 1800 | 1806 | 1821 | 1831 | 1836 | 1841 | 1846 | 1851 |
| ----- | ---- | ---- | ---- | ---- | ---- | ---- | ---- | ---- |
| 1 049 | 562  | 708  | 824  | 795  | 811  | 875  | 929  | 928  |

| 1856 | 1861 | 1866  | 1872  | 1876  | 1881  | 1886  | 1891  | 1896  |
| ---- | ---- | ----- | ----- | ----- | ----- | ----- | ----- | ----- |
| 985  | 956  | 1 010 | 1 031 | 1 055 | 1 087 | 1 101 | 1 120 | 1 098 |

| 1901  | 1906  | 1911  | 1921  | 1926 | 1931 | 1936 | 1946 | 1954 |
| ----- | ----- | ----- | ----- | ---- | ---- | ---- | ---- | ---- |
| 1 121 | 1 211 | 1 186 | 1 020 | 975  | 975  | 963  | 907  | 829  |

| 1962 | 1968 | 1975 | 1982 | 1990 | 1999  | 2006  | 2011  | 2016  |
| ---- | ---- | ---- | ---- | ---- | ----- | ----- | ----- | ----- |
| 828  | 798  | 820  | 907  | 942  | 1 002 | 1 335 | 1 533 | 1 660 |

| 2021  | 2022  | - | - | - | - | - | - | - |
| ----- | ----- | - | - | - | - | - | - | - |
| 1 883 | 1 951 | - | - | - | - | - | - | - |

#### Pyramide des âges
En 2018, le taux de personnes d'un âge inférieur à 30 ans s'élève à 33,8 %, soit au-dessus de la moyenne départementale (31,6 %). À l'inverse, le taux de personnes d'âge supérieur à 60 ans est de 28,9 % la même année, alors qu'il est de 31,0 % au niveau départemental.
En 2018, la commune comptait 853 hommes pour 874 femmes, soit un taux de 50,61 % de femmes, légèrement inférieur au taux départemental (51,16 %).
Les pyramides des âges de la commune et du département s'établissent comme suit.
| Hommes | Classe d’âge | Femmes |
| ------ | ------------ | ------ |
| 1,0    | 90 ou +      | 2,3    |
| 7,3    | 75-89 ans    | 10,3   |
| 19,4   | 60-74 ans    | 17,4   |
| 17,4   | 45-59 ans    | 17,8   |
| 20,4   | 30-44 ans    | 18,9   |
| 13,7   | 15-29 ans    | 12,7   |
| 20,8   | 0-14 ans     | 20,5   |

| Hommes | Classe d’âge | Femmes |
| ------ | ------------ | ------ |
| 0,8    | 90 ou +      | 2,2    |
| 8,7    | 75-89 ans    | 11,1   |
| 20,3   | 60-74 ans    | 21,3   |
| 20     | 45-59 ans    | 19,4   |
| 17,5   | 30-44 ans    | 16,8   |
| 15     | 15-29 ans    | 13,2   |
| 17,7   | 0-14 ans     | 16,1   |

## Lieux et monuments
- Minche du Diable, menhir inscrit au titre des monuments historiques[21].
- Église Saint-Pierre.

## Personnalités liées à la commune
- Joseph Gaston est un médecin et poète du XIXe siècle, né le 16 juin 1867 à l'île d'Yeu et mort à Vairé le 30 mai 1935, où il vécut et exerça. Le 13 juin 2009 fut inaugurée, à Vairé, la place Joseph-Gaston.

## Pour approfondir